# Alexander von Nordmann
Alexander von Nordmann (24. května 1803, Svensksund (Kotka) – 25. června 1866, Åbo) byl finský zoolog, botanik a paleontolog švédského původu, který v 19. století působil v jižním Rusku a na Ukrajině. V letech 1821 až 1827 studoval na univerzitě v Åbo, bezprostředně poté až do roku 1832 vědecky pracoval v Berlíně. Během své činnosti zde vydal spis Mikrographische Beiträge (1832). V roce 1832 se stal profesorem přírodovědy na Richeliově lyceu v Oděse a o dva roky později konzervátorem oděské botanické zahrady, kde měl na starosti ovocné stromy a okrasné rostliny. V té době také založil Vysokou školu zahradnickou se speciálním oddělením zaměřeným na pěstování bource morušového. V té době se intenzívně věnoval průzkumu rostlin v jižních oblastech Ruska, v Maďarsku, Srbsku a na Balkáně. Po smrti své manželky během epidemie cholery se v roce 1849 vrátil do Finska a stal se profesorem botaniky a zoologie na univerzitě v Helsinkách; od roku 1852 až do své smrti již přednášel jen zoologii.
Na jeho počest nese ouhorlík černokřídlý vědecký název Glareola nordmanni a jedle kavkazská, kterou sám v roce 1938 objevil během své cesty do Gruzie, název Abies nordmanniana, kromě celé řady dalších druhů. Za svého působení popsal řadu nových druhů a poddruhů, například sleďovitou rybu Clupeonella cultriventris či jihovýchodní poddruh slepýše křehkého, Anguis fragilis colchicus.